# 我的牙想你
《我的牙想你》（英語：My Tooth Your Love）是一部由臺灣結果娛樂監製、有意思國際傳媒製作的第三號BL偶像劇，2022年10月14日起於LINE TV與CATCHPLAY+首播。由吳岳擎、余晉、張豐豪和周予天領銜主演。

## 播出時間

### 首播
| 平台         | 所在地                           | 播出日期                       | 播出時間          |
| LINE TV      | 臺灣                             | 2022年10月14日－2022年12月20日 | 每週五 20:00 上架 |
| CATCHPLAY+   | 臺灣                             | 2022年10月14日－2022年12月20日 | 每週五 20:00 上架 |
| WeTV         | 臺灣                             | 2022年10月14日－2022年12月20日 | 每週五 20:00 上架 |
| 樂天電視     | 日本                             | 2022年10月14日－2022年12月20日 | 每週五 20:00 上架 |
| Video Market | 日本                             | 2022年10月14日－2022年12月20日 | 每週五 20:00 上架 |
| Watcha       |                                  | 2022年10月14日－2022年12月20日 | 每週五 20:00 上架 |
| GagaOOLala   | 東南亞                           | 2022年10月14日－2022年12月20日 | 每週五 20:00 上架 |
| Rakuten Viki | 歐洲 · 美洲 · 歐美等全球多個地區 | 2022年10月14日－2022年12月20日 | 每週五 20:00 上架 |

## 劇情
外表陽光但內心孤獨的餐酒館老闆「白朗」，從小患有嚴重的看牙恐懼症，遇上受姊姊白晴委託的高冷牙醫院長「晉循安」，一場難以自拔的醫病戀愛關係就此展開。

## 演員列表

### 主要演員
| 演員   | 角色        | 介紹                               | 登場集數    |
| 吳岳擎 | 白朗        | 餐酒館「白夜朗朗」老闆。           | 1－12       |
| 余晉   | 晉循安      | 「循映牙醫診所」院長。             | 1－12       |
| 張豐豪 | 何青畑/RJ   | 餐酒館「白夜朗朗」店員             | 3－7, 9－12 |
| 周予天 | 周程郝/Alex | 餐酒館「白夜朗朗」店長，白朗好友。 | 1－12       |

### 其他演員
| 演員     | 角色       | 介紹 | 登場集數        |
| 黃瀞怡   | 白晴       | 外科醫師，白朗姐姐，循安學姐 18歲的時候父母過世，自己姐代父母職照顧 8歲的弟弟白朗。為了保護弟弟，她將女漢子的潛能開發到最大，白晴二年級後便毅然決然從牙醫轉外科，以第一名畢業，執業後得到「術刀女王」的稱號，是外科界中極受矚目的明日之星，尤其致力於偏鄉的醫療協助。 她的專業與性格深受循安欣賞，颯爽、積極，犀利明快如下刀風範的個性也讓他覺得有趣，身為院學會會長的她當初一直致力拉攏循安加入學會，希望把會長傳給他，沒料到這學弟打死不給面子，寧願無償幫副會長葉其然、也不願入會。 愛弟成癡的她總是到處炫耀自家餐藝一流、家務一流又乖巧的弟弟，協助弟弟開了一間餐酒館，直到後來發現白朗內心深處藏著害怕孤獨的靈魂、還沒有脫離父母雙亡的幼時陰影，她開始思考如何讓弟弟坦然面對傷痛，真正地長大。           | 1－3, 6, 8－12  |
| 金在勳   | 葉其然     | 牙醫師，循安學長 他是大晉循安三屆的牙醫系直屬學長還兼學生會副會長，家境刻苦的他一心想出人頭地，在學校努力拿獎學金，凡事要求自己做得最好，希望努力能被看見。葉其然還有一個妹妹，不僅要上課、還得打工籌生活費，生活忙碌辛苦。 循安對他來說，擁有他渴望的生活樣貌，羨幕同時也忍不住嫉妒，但還是不由自主被循安吸引，不忙的時候就會和他在一起。 越是接觸越看見循安的可愛，學弟總是會出手幫他，常無奈卻又無法拒絕他的要求。於是在課業越重的時刻，開始向晉循安提出協助需求，一次兩次，他發現循安對他特別寬容，無論課業、生活甚至打工、代班，甚至照顧妹妹，只要他提出就會得到幫助，這對什麼都得靠自己打拼的其然來說就像天降甘霖，讓他順利實習和打工兩邊跑。畢業後，葉其然舉家遷移美國，專攻小兒牙醫，與循安斷了聯繫。 | 2, 6－12        |
| 許孟哲   | 池仁閔     | 曲棍球員，牙醫診所病患 | 1, 5, 7, 10, 12 |
| 鄭湋曄   | 高宇文/大A | 循映牙醫診所菜鳥牙醫。 | 1－10, 12       |
| 虹茜     | 蘋果       | 循映牙醫診所專業助理 醫療行政入職兩年的資深櫃台兼VIP牙助，自許為「循映」的門面擔當。八卦嗅覺極強，很會察言觀色，最喜歡逗弄大A、最樂於帶壞新同事，承認自己膚淺只看顏值，只要有顏值什麼都可以嗑！ | 1－10, 12       |
| 鄭心慈   | 橘子       | 循映牙醫診所新進助理 公共衛生系所剛畢業的新鮮人，來循映診所看牙醫時，被蘋果的牙齒矯正成果驚艷到，決定進診所上班，順便矯正自己的牙齒。蘋果前輩強制取名為橘子，個性乖巧樸實，只要是前輩說的話她都會謹記在心，超崇拜做事幹練、作人圓滑、頭腦清奇的前輩，希望有天可以成為蘋果姊最驕傲的夥伴。 | 1－10, 12       |
| 洪毓璟   | 小高       | 餐酒館「白夜朗朗」員工。 | 1－6, 8, 11, 12 |
| 楊達敬   | 小凱       | |                 |
| 簡丹     | 藍衣女子   | |                 |
| 陳少卉   | 小白朗     | 國小時的白朗。 |                 |
| 林芷瑈   | 其然妹     | 葉其然的妹妹。 | 7, 10           |
| 安重凜優 | 葉晨揚     | |                 |
| 劉育仁   | 小樹       | | 7, 8            |
| 鍾冰     | 同學乙     | |                 |
| 蔡妃喬   | 大姑姑     | |                 |
| 陳昭維   | 表哥       | |                 |
| 劉庭妤   | 表妹       | |                 |
| 杜俐霆   | 小姑姑     | |                 |
| 宮尚義   | 小姑丈     | |                 |
| 邱立成   | 白朗爸     | 白朗的爸爸。 |                 |
| 陳佳鈺   | 白朗媽     | 白朗的媽媽。 |                 |

### 特別演出
| 演員   | 角色   | 介紹           | 登場集數        |
| 都拉斯 | 晉爸   | 晉循安的爸爸。 | 12              |
| 吳奕蓉 | 晉媽   | 晉循安的媽媽。 | 2(聲音), 11, 12 |
| 高伊玲 | RJ媽   | 何青畑的媽媽。 | 3, 4            |
| 姜瑞智 | RJ爸   | 何青畑的爸爸。 | 3               |
| 謝沛恩 | 筱童   |                | 2－3            |
| 睦媄   | 夏明燕 |                | 6               |
| 文雨非 | 錦莉   |                | 6               |

## 歌曲
| 曲別   | 歌名                   | 演唱者    | 作詞           | 作曲          |
| 片頭曲 | 一直到                 | 江健榆    | 江健榆         | 江健榆        |
| 片尾曲 | My Tooth for Your Love | 周予天    | 周予天、吳易緯 | 周予天        |
| 插曲   | 命中注定               | 江健榆    | 江健榆         | 江健榆        |
| 插曲   | 心和脈搏               | 徐暐翔    | 崔惟楷         | 陳佑宗、Kunny |
| 插曲   | 可以就這樣的話         | Shawn尚融 | Shawn尚融      | Shawn尚融     |
| 插曲   | 迷路是為了遇見你       | 蔣卓嘉    | 林婉瑜         | 蔣卓嘉        |
| 插曲   | 我不該                 | 黃霆睿    | 黃霆睿         | 黃霆睿        |
| 插曲   | 愛·蔓延                | 金在勳    | 金在勳         | 金在勳        |
| 插曲   | 我和牙醫有個約會       | 旺福      | 姚小民         | 姚小民        |
| 插曲   | 對的自己               | 鄭心慈    | 徐世珍         | 林頡          |
| 插曲   | 一個人真好             | 林頡      | 吳易緯         | 林頡          |

## 各集標題
| 集數 | 標題                                                 | 上架時間       |
| 1    | 看牙：總有個人會找到我潛藏底處，隱隱作痛的毛病…      | 2022年10月14日 |
| 2    | 假牙：我把自己磨的小小的，等著你的籠罩擁抱。         | 2022年10月14日 |
| 3    | 整牙：你的緊緊擁抱，矯正我的紊亂複雜…                | 2022年10月21日 |
| 4    | 牙痛：一種警訊，讓我開始正視你的存在。               | 2022年10月28日 |
| 5    | 磨牙：過度憂慮，心底就會發出奇怪的聲音。             | 2022年11月4日  |
| 6    | 拔牙：留下會痛，割捨也會痛，端看是否有勇氣想更美好。 | 2022年11月11日 |
| 7    | 換牙：舊與新的交替，舊的想珍藏，新的渴望永恆。       | 2022年11月18日 |
| 8    | 植牙：是不安的存在，但不存在也感到不安...            | 2022年11月25日 |
| 9    | 洗牙：半年一次的約定，而我希望期限改成每天。         | 2022年12月2日  |
| 10   | 刷牙：因為珍惜，所以每天都有習慣性的親密動作。       | 2022年12月9日  |
| 11   | 蛀牙：擁有卻不懂珍惜，將面對失去的命運。             | 2022年12月16日 |
| 12   | 我的牙想你：看牙是藉口，「我的牙想你」是最浪漫的理由 | 2022年12月20日 |

## 製作團隊
- 導演：姜瑞智
- 監製：蔡妃喬
- 製作人：潘心慧
- 編劇統籌：林珮瑜
- 編劇：林珮瑜、蔡妃喬
- 製作公司：有意思國際傳媒有限公司
- 出品公司：結果娛樂股份有限公司

## 外部連結
- 我的牙想你的Facebook專頁（繁體中文）
- 我的牙想你的Instagram帳戶（繁體中文）
- 我的牙想你的X（前Twitter）（日語）